# Caballeros Blancos del Klu Klux Klan
Los Caballeros Blancos del Ku Klux Klan (en inglés: White Knights of the Klu Klux Klan) es una facción del Ku Klux Klan que está activa en los Estados Unidos. Se originó en Misisippi y Luisiana a principios de la década de 1960 bajo el liderazgo de Sam Bowers, su primera Mago Imperial. Los Caballeros Blancos de Mississippi se formaron en diciembre de 1963,, cuando se separaron de los Caballeros Originales después de la renuncia del Mago Imperial Roy Davis. Unos 200 miembros de los Caballeros Originales de Luisiana también se unieron a los Caballeros Blancos. Los Caballeros Blancos no estaban interesados en la celebración de manifestaciones públicas ni estaban interesados en dejar que cualquier información sobre sí mismos llegara a las masas. Similar a los Klanes Unidos de América (UKA), los Caballeros Blancos de Mississippi eran muy reservados acerca de su grupo. En un año, su membresía era de alrededor de seis mil, y tenían ''Klaverns'' en más de la mitad de los condados de Mississippi. En 1967, el número de miembros activos se había reducido a unos cuatrocientos.

## Formación
El Congreso inició una investigación del KKK a partir de enero de 1966. John. D. Swenson, Gran Dragón de Luisiana de los Caballeros Originales del Ku Klux Klan testificó sobre las actividades del klan ante el Congreso. Swenson le dijo al Congreso que el KKK en Misisipi había estado inactivo hasta que fue revivido por Roy Davis (Mago Imperial Roy Elonzo Davis, quien utilizó una cláusula en el juramento del KKK para reactivar la organización. Davis había sido líder y miembro fundador del KKK de 1915. Tras la salida de Davis de los Caballeros Originales del Ku Klux Klan en 1963, los Caballeros Originales sufrieron una división a tres bandas en su organización tras acusaciones de que los fondos del Klan habían sido mal utilizados. Los Caballeros Originales de Mississippi y unos 200 miembros de los Caballeros Originales de Luisiana se separaron y formaron los Caballeros Blancos del Ku Klux Klan bajo el liderazgo de Samuel Bowers; Bowers había sido el Gran Dragón de Mississippi de los Caballeros Originales.

### Asesinato de activistas en Misisipi
Los Caballeros Blancos fueron responsables de muchos atentados con bombas, incendios de iglesias, palizas y asesinatos. En 1964, asesinaron a tres trabajadores de derechos civiles: Andrew Goodman, James Chaney y Michael Schwerner (su asesinato fue representado más tarde en la película de 1988 Mississippi Burning, basado libremente en estos eventos). Las víctimas eran miembros del Congreso de Igualdad Racial (CORE).
El líder de los Caballeros Blancos, Samuel Bowers, había apuntado a Schwerner por sus esfuerzos por promover la igualdad racial y por sus esfuerzos por alentar a los negros a registrarse para votar durante el Verano de la Libertad.
En su primer intento de matar a Schwerner, Bowers reunió a 30 Caballeros Blancos en la noche del Día de los Caídos de 1964 y rodeó la Iglesia Metodista Unida Mount Zion (Iglesia Metodista Mount Zion (Condado de Neshoba, Misisipi) mientras se celebraba una reunión. estaba ocurriendo en su interior. Bowers pensó que Schwerner estaría presente, pero después de no poder encontrarlo cuando terminó la reunión, los Caballeros comenzaron a golpear a los negros que estaban presentes, luego vertieron gasolina dentro de la iglesia y le prendieron fuego.
En el momento del incendio, Schwerner había estado en Ohio trabajando para ayudar al Consejo Nacional de Iglesias a encontrar más estudiantes que estuvieran dispuestos a participar en el proyecto Freedom Summer. Cuando se enteró del incendio de la iglesia, decidió conducir de regreso a Misisipi. Lo acompañaban James Chaney, un hombre negro de 21 años, y Andrew Goodman. Se dirigían a Longdale en el condado de Neshoba, Misisipi, donde el sheriff, Lawrence A. Rainey, y su adjunto, Cecil Price, eran miembros del Klan, aunque el Los miembros del Klan nunca lo anunciaron públicamente.
Cuando los tres activistas llegaron al condado de Neshoba, Price vio su automóvil conduciendo por la carretera y los detuvo bajo la premisa de que posiblemente habían estado involucrados en la quema de la Iglesia Metodista Unida Mount Zion. Fueron confinados en la cárcel del condado de Neshoba y se les negó el derecho a hacer llamadas telefónicas, mientras Price elaboraba planes para su asesinato con otro miembro de los Caballeros Blancos, Edgar Ray Killen. Horas más tarde, Price los liberó pero los siguió en su patrulla. El trío sabía que los estaban siguiendo y finalmente detuvieron su automóvil, momento en el que Price les ordenó que subieran a su vehículo. Dos coches llenos de miembros del Klan se detuvieron y los tres activistas recibieron disparos a quemarropa. Sus cuerpos fueron colocados juntos en un hueco en el sitio de construcción de una presa en una granja que pertenecía al dueño de la compañía de camiones Olen Lovell Burrage y luego fueron cubiertos con toneladas de tierra que fue movida por un Caterpillar D4 probablemente conducido por el operador de maquinaria pesada Herman Tucker, propietario de la máquina y contratado por Burrage para construir la presa.
Pasaron meses antes de que se formularan acusaciones. Rainey y Price fueron acusados en 1965, pero 18 miembros de los Caballeros Blancos que también estuvieron involucrados en el crimen no fueron acusados hasta 1967. Seis hombres fueron condenados, incluidos Bowers y Price. Siete hombres fueron declarados inocentes y un hombre fue declarado culpable de todos los cargos, Bowers y Alton Wayne Roberts (que disparó a Chaney, Goodman y Schwerner) cada uno recibió las sentencias de prisión más largas, 10 años.
Inicialmente, Killen se salvó de la condena porque uno de los miembros del jurado se negó rotundamente a convencer a un hombre que el sabía que era un predicador. Sin embargo, finalmente fue declarado culpable de los asesinatos en junio de 2005, 40 años después del hecho. A la edad de 79 años, fue sentenciado a cumplir "tres condenas de 20 años, una condena por cada condena de homicidio involuntario en relación con las muertes de Chaney, Goodman y Schwerner en 1964".

## Estado actual
La actividad del Ku Klux Klan en Misisipi, y específicamente, la actividad de los Caballeros Blancos del Ku Klux Klan, no se detuvo después del Movimiento por los Derechos Civiles. En 2017, seis organizaciones diferentes del Klan fueron identificadas públicamente en Misisipi, y tres de ellas fueron identificadas como organizaciones de Caballeros Blancos.
En 1989, los Caballeros Blancos de Mississippi intentaron hacerse nacional al nombrar luchador profesional Johnny Lee Clary, cuyo nombre artístico era "Johnny Angel", para suceder al jubilado Samuel Bowers como su nuevo Mago Imperial. Clary apareció en muchos programas de entrevistas, incluyendo The Oprah Winfrey Show y The Morton Downey Jr. Show, en un esfuerzo por construir una imagen nueva y moderna para el Ku Klux Klan. Se pensó que Clary podría construir membresía en el Klan debido a su estatus de celebridad como luchador profesional.
Clary intentó unificar los diversos capítulos del Klan sosteniendo una reunión en el lugar de nacimiento del Ku Klux Klan, Pulaski, Estado de Nueva York, solo para ver que se desmorona debido a las luchas internas que ocurrieron cuando varios capítulos del Klan se juntaron. Se reveló que la novia de Clary era una informante del FBI, lo que resultó en desconfianza de Clary entre los miembros de los diferentes capítulos del Klan. Clary dimitió del Klan y más tarde, se convirtió en nuevo cristiano y un activista por los derechos civiles.
Con la condena de Killen en 2005, se cerró un capítulo anterior en la historia de los Caballeros Blancos de Mississippi. Price murió en 2001; Wayne Roberts también falleció.